# Those Once Loyal
| Оценки критиков | Оценки критиков |
| Источник        | Оценка          |
| --------------- | --------------- |
| About.com       | [ 1 ]           |
| Allmusic        | [ 2 ]           |
| Blabbermouth    | [ 3 ]           |
| PopMatters      | [ 4 ]           |

Those Once Loyal (рус. Некогда верные) — восьмой и последний студийный альбом британской дэт-метал группы Bolt Thrower. Он был издан 11 ноября 2005 года в Германии, 14 ноября 2005 года в остальной Европе, и 15 ноября 2005 года в США на лейбле Metal Blade. Как и предшественник, он был записан на студии Sable Rose Studios в городе Ковентри. Продюсером был Энди Фолкнер, и снова сопродюсерами были участники группы. Вокалистом снова стал Карл Виллетс.
Как и остальные альбомы группы, тематика альбома посвящена войне, особенно Первой мировой войне. Обложка альбома сделана на основе реальной фотографии Первой мировой войны, на которой изображена артиллерия Британской империи во время боевых действий.
По сравнению с предшественниками, альбом стал более мелодичным. Он также был высоко оценен критиками, за его мощное и в то же время относительно мелодичное звучание. На сегодняшний день это последний студийный альбом группы.

## Список композиций
- Все песни написаны группой Bolt Thrower

| №                   | Название                  | Длительность |
| ------------------- | ------------------------- | ------------ |
| 1.                  | «At First Light»          | 4:41         |
| 2.                  | «Entrenched»              | 3:44         |
| 3.                  | «The Killchain»           | 4:43         |
| 4.                  | «Granite Wall»            | 4:06         |
| 5.                  | «Those Once Loyal»        | 4:17         |
| 6.                  | «Anti-tank (Dead Armour)» | 4:15         |
| 7.                  | «Last Stand of Humanity»  | 3:13         |
| 8.                  | «Salvo»                   | 5:21         |
| 9.                  | «When Cannons Fade»       | 5:30         |
| Общая длительность: | Общая длительность:       | 43:43        |

| №   | Название            | Длительность |
| --- | ------------------- | ------------ |
| 10. | «A Symbol of Eight» | 4:10         |

## Участники
- Карл Уиллетс — вокал
- Гавин Уард — гитара
- Барри Томпсон — гитара
- Мартин Кеарнз — барабаны
- Джо Бенч — бас-гитара
- Продюсирование — Bolt Thrower & Энди Фолкер
- Аранжировка — Bolt Thrower